# Призренка Петковић
Призренка Петковић (Призрен, 23. јун 1952) српска и југословенска глумица.

## Биографија
Рођена је 23. јуна 1952. године у Призрену. Због тога је и добила то име. Њени су из Београда, али су били на турнеју у том граду.
После серије „Љубав на сеоски начин“ дипломирала је на Музичкој академији у Румунији. Као професор певања и шеф одсека радила је више од двадесет година на Академији уметности у Новом Саду. Одселила се у Холандију. Удата је за Џејмса Макреја. Има ћерку из првог брака Виолету Лазин.

За улогу Радмиле у серији „Љубав на сеоски начин“ каже: 
Улогу Радмиле добила сам потпуно случајно јер се глумица која је требало да игра разболела. Пријатељ мог оца (такође глумац, Бранко Петровић) препоручио ме је режисеру Драгославу Лазићу. Још памтим трему коју сам имала када сам угледала Лепог Цанета, односно Драгана Зарића, велику звезду у то време.

## Улоге
| Год.  | Назив                          | Улога   |
| ----- | ------------------------------ | ------- |
| 1970. | Љубав на сеоски начин (серија) | Радмила |